# Institut de recherche énergétique et nucléaire
L'Institut de recherche énergétique et nucléaire ou IPEN (en portugais Instituto de Pesquisas Energéticas e Nucleares) est un organisme de recherche brésilien liée au département du développement économique, des sciences et de la technologie de l'État de São Paulo et géré sur le plan technique et administratif par la Commission nationale de l'énergie nucléaire (CNEN), un organisme du ministère brésilien de la science, de la technologie et de l'innovation (MCTI). Il est également associé à l'Université de São Paulo (USP) pour l'enseignement et les études supérieures.
L'IPEN se caractérise par une approche multidisciplinaire dans les domaines de la santé, l'environnement, les applications d'ingénierie nucléaire, les matériaux, la sûreté radiologique, des réacteurs nucléaires et des sources d'énergie alternatives. 
En médecine nucléaire, des équipements tels qu'un accélérateur de particule cyclotron et le réacteur nucléaire de recherche IEA-R1 (pt) sont utilisés pour la production de radioisotopes, les matières premières pour la fabrication de produits radio-pharmaceutiques. 
Fondée le 31 août 1956, l'IPEN occupe une superficie de 500 000 m2 et emploie environ 1 000 salariés et 400 étudiants des cycles supérieurs.
L'IPEN raffine et converti environ 70 tonnes d'uranium naturel en hexafluorure d'uranium par an d'après l'association nucléaire mondiale.